# Kayl (Luxemburg)
Kayl (luxemburguès Keel) és una comuna i vila a l'est de Luxemburg, que forma part del cantó d'Esch-sur-Alzette. Inclou les viles de Kayl i Tétange. Limita amb les comunes de Bettembourg, Dudelange, Esch-sur-Alzette, Mondercange i Schifflange.

## Població
| Nacionalitat   | Població | %      |
| -------------- | -------- | ------ |
| Luxemburguesos | 5.083    | 72,10% |
| Forasters      | 1.967    | 27,90% |
| - Portuguesos  | 978      | 13,87% |
| - Francesos    | 183      | 2,60%  |
| - Italians     | 254      | 3,60%  |
| - Belgues      | 81       | 1,15%  |
| - Alemanys     | 48       | 0,68%  |
| - Iugoslaus    | 284      | 4,03%  |
| - Altres       | 139      | 1,97%  |

## Evolució demogràfica
| Any        | Població |
| ---------- | -------- |
| 15/02/2001 | 7.050    |
| 01/01/2002 | 7.150    |
| 01/01/2003 | 7.320    |
| 01/01/2004 | 7.305    |
| 01/01/2005 | 7.335    |